# Domagnano
Domagnano, aussi appelée Montelupo (« Montagne des loups ») est l’une des neuf communes (ou castelli) de la République de Saint-Marin. La localité comptait 3 265 habitants en mars 2013. 
L’endroit fut colonisé dès l’époque romaine, et offre une très belle vue sur le mont Titano et la mer Adriatique. Le blason de la commune représente un loup blanc et une montagne verte, d’où le surnom de Montelupo.
Domagnano n'est qu'un petit village lorsqu'il est mentionné pour la première fois vers 1300.
Le territoire de la commune regroupe plusieurs agglomérations ou hameaux :
- La Fiorina, village situé en contrebas, en direction de Serravalle ;
- Torracia, à l'Est, sur la frontière italienne, surnommé aussi Montelupo, où se trouve le château de Montebello ;
- Paderna ;
- Ca Vagnetto ;
- Lagucci ;
- Le Ginestre ;
- Piandavello, petit village construit sur une colline ;
- Domagnano, centre urbain de la commune, avec ses nombreux commerces, ses restaurants et ses discothèques qui en font un lieu nocturne fort animé. La route principale qui traverse Domagnano relie Serravalle à la ville de Saint-Marin.

À Torracia se trouve un aérodrome (aviosuperficie) de 300 mètres de long, le seul de la République de Saint-Marin.